# 맴미

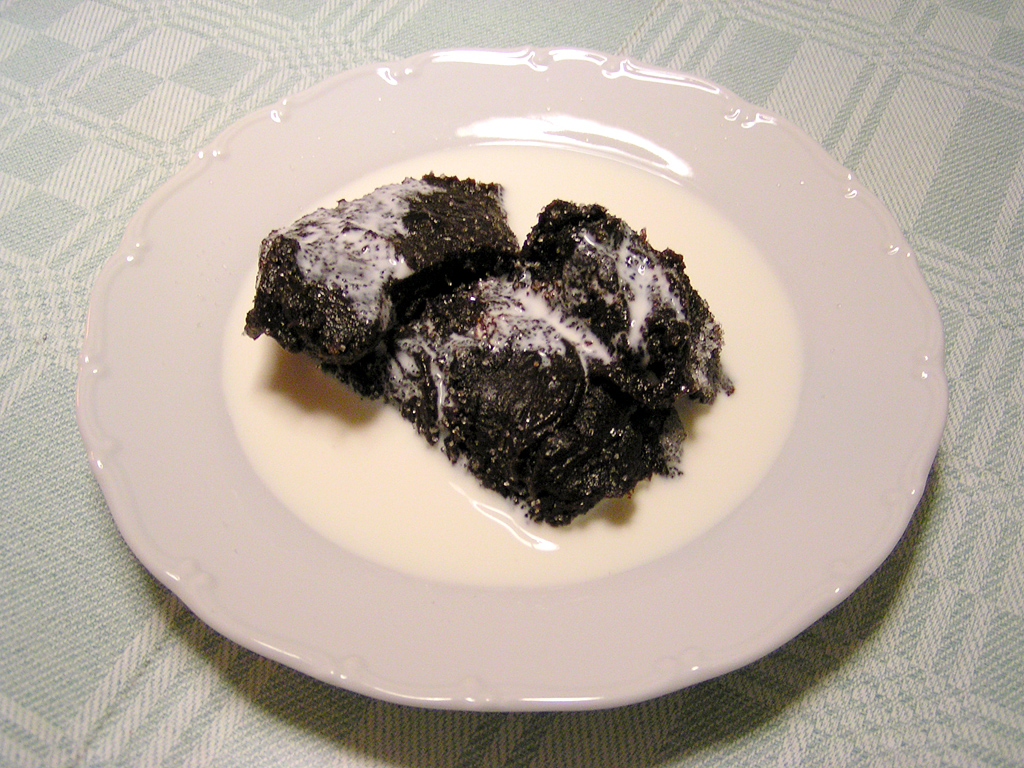
맴미.

맴미(핀란드어: Mämmi)란 핀란드의 음식 중 하나이다.

## 특징
핀란드에서는 부활절은 중요한 축제다. 이때 어린이들은 마녀의 옷으로 차려 입고 이 집 저 집 돌아다니면서 시를 외우고 달콤한 과자를 달라고 청한다. 이때 얻는 것이 맴미이다. 맴미는 호밀 맥아로 만든 달고 걸쭉한 갈색 오트밀로, 마분지나 자작나무 껍질로 만든 상자에 넣어 오븐에 구운 뒤 크림을 얹어 먹는다. 부활절이 다가오면 핀란드 빵집에서는 맴미를 많이 만든다.

## 같이 보기
- 사마누